# Luís Queiró
Luís Queiró (ur. 2 lipca 1953 w Coimbrze) – portugalski prawnik i polityk, od 1999 do 2009 poseł do Parlamentu Europejskiego.

## Życiorys
W 1978 ukończył studia z dziedziny prawa na Uniwersytecie w Coimbrze, po czym pracował jako doradca prawny w ministerstwie obrony narodowej (1979–1982) oraz prawnik w spółce publicznej Aeroportos e Navegaçao Aérea (1983–1992).
W 1974 wstąpił do Centrum Demokratyczno-Społecznego. W 1980 został przewodniczącym jego młodzieżówki, później zasiadał w najwyższych władzach CDS i CDS-PP. W 1995 został wybrany na posła do Zgromadzenia Republiki, gdzie był przewodniczącym frakcji poselskiej CDS-PP (1998–1999). W 1999 uzyskał mandat posła do Parlamentu Europejskiego. W 2004 ponownie wybrano go w skład tego gremium. W PE zasiadał do 2009, m.in. jako wiceprzewodniczący Komisji Transportu i Turystyki (2004–2009) oraz grupy UEN (2000–2004).